# Troisième circonscription de Konteb
La troisième circonscription de Konteb est une des 121 circonscriptions législatives de l'État fédéré des nations, nationalités et peuples du Sud, elle se situe dans la Zone Hadiya. Son représentant de 2005 à 2009 est Kechine Koloro Batebo.